# كارلتون كول
كارلتون كول (بالإنجليزية: Carlton Cole)‏ (مواليد 12 نوفمبر 1983) هو لاعب كرة قدم إنجليزي يلعب حاليًا لصالح نادي ويست هام يونايتد.
بدأ مسيرته الكروية مع نادي تشيلسي في عام 2001، ولعب معهم حتى عام 2006، وشارك معهم في 25 مباراة وسجل 4 أهداف، وفي موسم 2002/2003 أعير إلى نادي وولفرهامبتون واندرز، ولعب معهم 7 مباريات وسجل هدف واحد، وفي موسم 2003/2004 أعير إلى نادي تشارلتون أثلتك، ولعب معهم 21 مباراة وسجل 4 أهداف، وفي موسم 2004/2005 أعير إلى نادي أستون فيلا، ولعب معهم 27 مباراة وسجل 3 أهداف، ومنذ عام 2006 وهو يلعب مع نادي وست هام يونايتد الإنجليزي.

## الإنجازات
تشيلسي
- الدوري الإنجليزي الممتاز: 2005–06

ويست هام يونايتد
- دوري البطولة الإنجليزية - الأدوار الإقصائية: 2012

## روابط خارجية
- كارلتون كول على موقع قاعدة بيانات كرة القدم.إي يو (الإنجليزية)
- كارلتون كول على موقع ناشيونال فوتبول تيمز (الإنجليزية)
- كارلتون كول على موقع Soccerbase.com (لاعب) (الإنجليزية)
- كارلتون كول على موقع Soccerway.com (الإنجليزية)
- كارلتون كول على موقع عالم كرة القدم.نت (الإنجليزية)
- كارلتون كول على موقع AS.com (الإسبانية)